# Трутнев, Юрий Алексеевич
Ю́рий Алексе́евич Тру́тнев (2 ноября 1927, Москва — 6 августа 2021, Саров) — советский и российский физик, доктор технических наук, профессор. Академик РАН (1991; член-корреспондент 1964).
Герой Социалистического Труда (1962). Лауреат Ленинской премии (1959) и Государственной премии СССР (1984). Полный кавалер ордена «За заслуги перед Отечеством».

## Биография
Юрий Алексеевич Трутнев родился 2 ноября 1927 года в Москве. Сын Алексея Григорьевича Трутнева (30.03.1898―11.09.1974) — советского учёного в области почвоведения и агрохимии, члена-корреспондента ВАСХНИЛ. В детстве читал очень много научно-популярной литературы.
После окончания физического факультета Ленинградского государственного университета в 1951 году был направлен на работу в Арзамас-16, в Конструкторское бюро № 11 (КБ-11).
Ю. А. Трутнев являлся одним из основных участников работ по созданию термоядерного заряда РДС-37. За участие в этом проекте был награждён в 1956 году орденом Ленина. Заложенный в разработку заряда принцип радиационной имплозии лёг в основу нового принципа создания термоядерного оружия, а сам заряд стал прототипом многих советских ядерных зарядов, разработанных в дальнейшем.
Развитие и совершенствование принципов, положенных в основу создания РДС-37, вылилось в создание Проекта 49, успешное испытание которого прошло в 1958 году. За работы над этим проектом Ю. А. Трутнев был удостоен в 1959 году Ленинской премии.
К 1962 году вместе с Юрием Бабаевым подготовил доклад «О необходимости развёртывания работ по изучению возможностей использования атомных и термоядерных взрывов в технических и научных целях».
Этот документ был подготовлен для министра среднего машиностроения Е. П. Славского, был высоко оценен специалистами и на его основе была построена программа «мирных атомных взрывов».
Первой реализацией программы стал проект «Чаган» в январе 1965 года.
В 1964 году стал начальником отдела, в 1965 — руководителем научно-теоретического отделения КБ-11. В 1966 году Трутнев был назначен заместителем научного руководителя, а в 1978 году — первым заместителем научного руководителя ВНИИЭФ, оставаясь начальником теоретического отделения. С 1993 года он был первым заместителем научного руководителя ВНИИЭФ по перспективным направлениям работ.
Ю. А. Трутнев с 26 июня 1964 года — член-корреспондент АН СССР, а с 7 декабря 1991 года — академик Российской академии наук. Являлся профессором кафедры теоретической физики (№ 32) МИФИ.
Критиковал передачу ФАНО академических институтов в ходе реформы РАН 2013 года.
Скончался 6 августа 2021 года на 94-м году жизни. Похоронен 10 августа с воинскими почестями в Сарове, на Аллее почётных граждан.

## Научная деятельность
Являлся одним из крупнейших российских учёных в области физики высоких плотностей энергии; одним из ведущих специалистов по созданию ядерных и термоядерных зарядов.

«Он один из самых ярких, выдающихся создателей отечественного ядерного и термоядерного оружия, один из основателей первого термоядерного заряда РДС-37 на основе нового принципа. Этот заряд послужил прототипом для практически всех термоядерных зарядов, разработанных в СССР.
Им внесён выдающийся вклад в идею усовершенствования радиационной имплозии, так называемый „проект 49“, её практическую реализацию. Эта разработка явилась основой для совершенствования термоядерного арсенала нашей страны.

Работы Ю. А. Трутнева сыграли определяющую роль в становлении основных идей этой области знаний, развитии расчетно-теоретической базы и разработке конкретных образцов вооружения».— Академику Трутневу Юрию Алексеевичу — 85 лет! Статья на официальном сайте РАН, 02.11.2012.
Совместно с И. В. Шаманиным предложил необщепринятое уточнение Общей теории относительности.

## Награды и почётные звания

### Награды России
- Орден «За заслуги перед Отечеством» I степени (2017)[14]
- Орден «За заслуги перед Отечеством» II степени (2003)[15]
- Орден «За заслуги перед Отечеством» III степени (1998)[16]
- Орден «За заслуги перед Отечеством» IV степени (2012)[17]
- Медаль «В память 850-летия Москвы» (1997)[18]
- Медаль «За укрепление боевого содружества» (2017)[19]

### Награды СССР
- Герой Социалистического Труда (1962) с вручением ордена Ленина и золотой медали «Серп и Молот»[18]
- два ордена Ленина (1956[18], 1962)
- Орден Октябрьской Революции (1971)[18]
- два ордена Трудового Красного Знамени (1975, 1987)[18]
- Медаль «За доблестный труд. В ознаменование 100-летия со дня рождения Владимира Ильича Ленина» (1970)[18]

### Премии и иные государственные отличия
- Ленинская премия (1959)[18]
- Государственная премия СССР (1984)[18]
- Премия Правительства Российской Федерации в области науки и техники (2016)[20]
- Почётная грамота Правительства Российской Федерации (2006)[20]
- Благодарность Правительства Российской Федерации (2012)[20]

### Ведомственные и общественные награды, почётные звания
- Почётный гражданин Нижегородской области (1997)[18]
- Медаль ФГУП "ЦКБ МТ "Рубин "За подъём АПК «Курск» (2002)[20]
- Золотая медаль имени И. В. Курчатова — за совокупность закрытых работ, имеющих важнейшее военно-стратегическое и народно-хозяйственное значение, обеспечивших стране современный надежный ядерный щит (2003)[20]
- Нагрудный знак Федерального агентства по атомной энергии «Академик И. В. Курчатов» I степени (2007)[20]
- Нагрудный знак «Е. П. Славский» Госкорпорации «Росатом» (2010)[20]
- Почётный гражданин города Саров (2011)[20]
- Знак отличия «За выдающиеся достижения в науке и технике РФЯЦ-ВНИИЭФ» (2011)[20]
- Медаль Совета Безопасности Российской Федерации «За заслуги в обеспечении национальной безопасности» (2012)[20]
- Знак отличия «За заслуги перед атомной отраслью» I степени (2017)[19]
- Орден Нижегородской области «За гражданскую доблесть и честь» III степени (2017)[19]
- Орден «Во славу флота российского» 1-й степени (2.11.2017)
- Почётная грамота Нижегородской области — за большой вклад в развитие отечественной науки и техники, укрепление обороноспособности страны и в связи с 90-летием со дня рождения (2017)[21]

## Увлечения
Коллекционирование редких камней, чтение книг по истории, географии и в жанре фантастики.